# فريدي أريكسون
فريدي أريكسون هو متسابق دراجات نارية سويدي، ولد في 23 أبريل 1981 في ستوكهولم في السويد.